# Dioon edule
Dioon edule Lindl., 1843 è una cicade della famiglia delle Zamiaceae, nativa del Messico, ove è conosciuta come palma de la Virgen.

## Etimologia

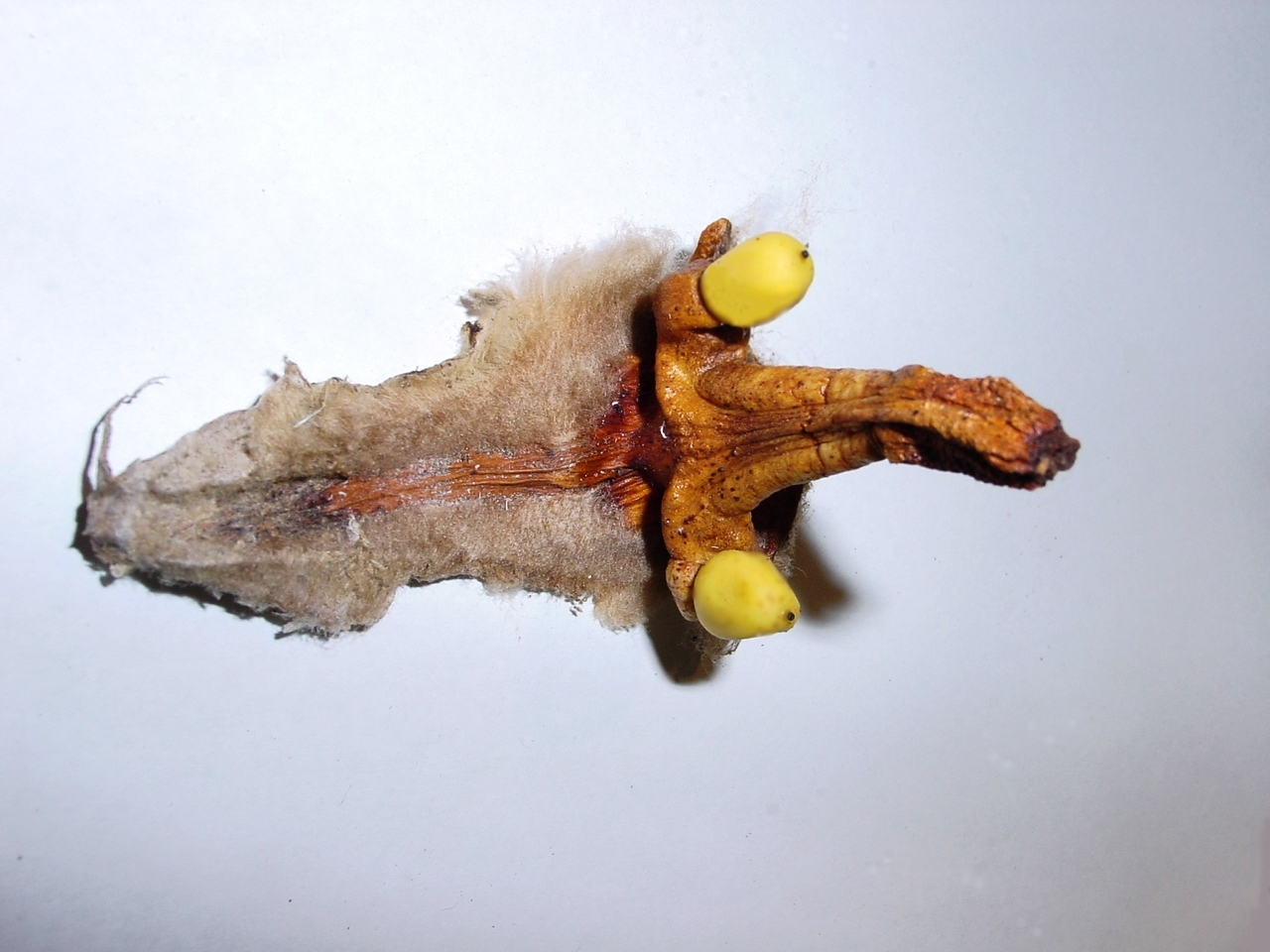
Squama ovulifera con semi

Il nome del genere (dal greco διωον=doppio uovo) fa riferimento alla coppia di ovuli di cui sono dotate le squame ovulifere, mentre l'epiteto edule si riferisce alla abitudine, diffusa tra le popolazioni messicane, di mangiarne i semi.

## Descrizione

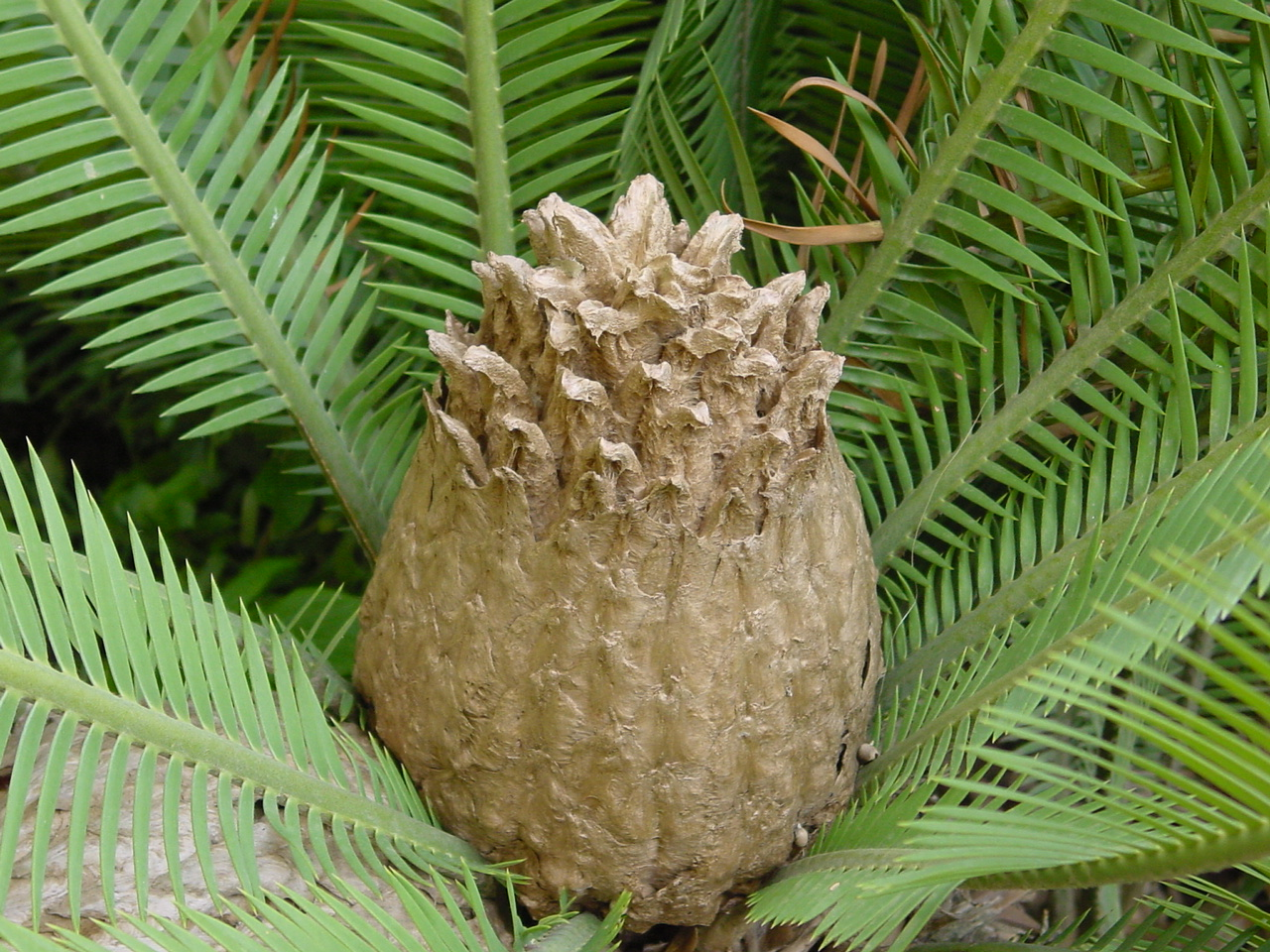
Foglie e cono femminile

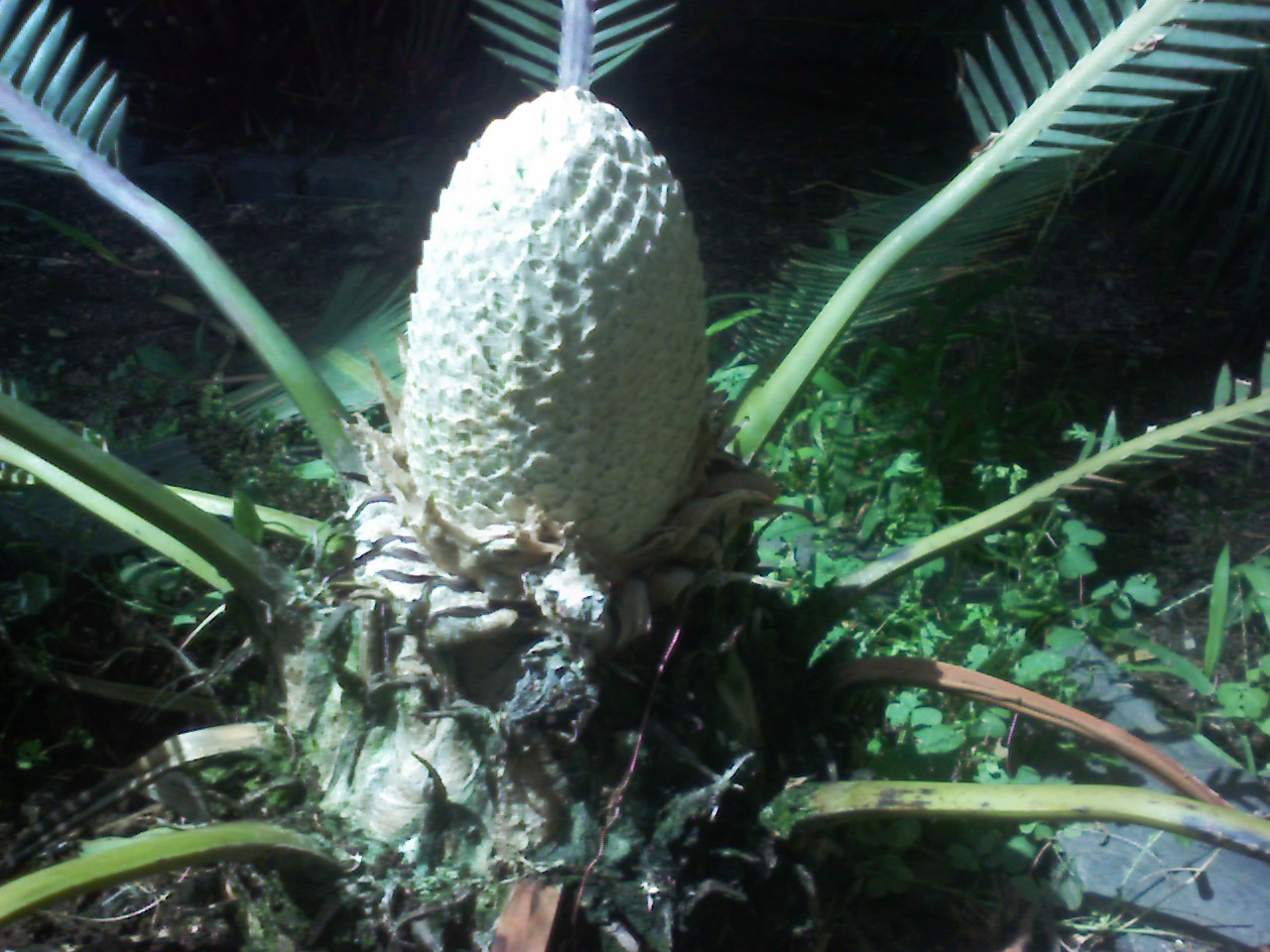
Foglie e cono maschile

È una cicade di media taglia, a crescita molto lenta.

Il fusto può raggiungere altezze di 3 m, 25–30 cm di diametro.

Le foglie lunghe 1.0-1.8 m, pennate, di colore verde brillante, sono disposte a corona sulla sommità del fusto. Ogni foglia è composta da 70-150 foglioline lanceolate, lunghe 5–10 cm, che si inseriscono a 90° sul rachide centrale; quelle basali, in prossimità del picciolo, si trasformano in spine.

È una specie dioica. Il cono femminile ha l'aspetto di una grossa pigna, composta da squame ovulifere portanti di solito due grossi semi, di colore giallo e di aspetto e consistenza simile a un grano di mais. I coni maschili sono fusiformi, lunghi 15–40 cm.
Si suppone che Dioon edule sia una delle piante responsabili del locoismo.

## Distribuzione e habitat
La specie è nativa delle foreste della Sierra Madre Orientale  messicana.
Cresce ottimalmente in terreni soleggiati e ben drenati, nelle aree sub-tropicali o temperate, ad altitudini comprese tra il livello del mare e i 1500 m.

## Tassonomia
La sottospecie Dioon edule subsp. angustifolium, circoscritta alla Sierra madre settentrionale, è oggi considerata una specie a sé stante (Dioon angustifolium).